# Lophiotoma friedrichbonhoefferi
Lophiotoma friedrichbonhoefferi is een slakkensoort uit de familie van de Turridae. De wetenschappelijke naam van de soort is voor het eerst geldig gepubliceerd in 2004 door Olivera.